# Susume! Taisen Puzzle Dama: Tōkon! Marutama Chō
Susume! Taisen Puzzle Dama: Tōkon! Marutama Chō (進め！対戦ぱずるだま ～闘魂！まるたま町～?, Susume! Taisen Pazuru-Dama: Tōkon! Marutama Chō) è un videogioco puzzle pubblicato nel 1998 su Nintendo 64 solo in Giappone. Il gioco è stato sviluppato e pubblicato da Konami. È un port del gioco arcade e PlayStation Susume! Taisen Puzzle Dama, originariamente pubblicato nel 1996, ma presenta anche personaggi e gameplay dello spin-off Taisen Tokkae-Dama.

## Il gioco
Il gameplay è simile a Puyo Puyo. Il giocatore deve battere l'avversario creando combo, che implicano l'abbinamento simultaneo di tre o più palline dello stesso colore. In questo modo riempirai il lato dell'avversario con blocchi colorati dall'alto o dal basso. I blocchi contengono un certo colore della pallina, a seconda del colore del blocco. Quando i blocchi vengono abbinati, la pallina colorata viene rilasciata. Perde la parte che per prima supera il limite superiore. Viene aggiunto anche il punteggio per entrambe le parti, ma il punteggio dell'avversario non influisce in alcun modo sui round.